# Vladimir Rivero Hernández
Vladimir Rivero Hernández (ur. w 1971, zm. 25 listopada 2004), kubański piłkarz ręczny, bramkarz.
Wielokrotny reprezentant Kuby (prawie 200 spotkań), na prestiżowym turnieju Yellow Cup w 1995 został wybrany najlepszym bramkarzem (Kuba zajęła 2. miejsce). Po mistrzostwach świata w 1999 opuścił reprezentację i przeniósł się do Hiszpanii, gdzie został zawodnikiem klubu Portland San Antonio. W barwach tego klubu świętował m.in. mistrzostwo Hiszpanii oraz końcowy triumf w Lidze Mistrzów w piłce ręcznej w 2001.
Po przesunięciu na pozycję rezerwowego bramkarza popadł w depresję, w 2004 został znaleziony martwy w swoim domu.